# ボニファティウス1世 (ローマ教皇)
ボニファティウス1世（Bonifatius I, ? - 422年9月4日）は、第42代ローマ教皇（在位：418年12月28日 - 422年9月4日）。アウグスティヌスと同時代に生きた。
教皇ゾシムスの死去に伴って、2つの陣営から2人の教皇の候補が立てられた。1人はボニファティウス1世であり、もう1人はエウラリウスである。ガッラ・プラキディアは西ローマ帝国皇帝ホノリウスに調停を願い出たが、ホノリウスは2人ともローマから追放する命令を出してしまった。復活祭が過ぎると、エウラリウスはローマに戻り、勝手に洗礼を行った。これを聞いたホノリウスは怒り、エウラリウスの身分を剥奪してローマから再び追放した。そして418年12月28日にボニファティウス1世が教皇の座に就いた。
ボニファティウス1世はペラギウス主義に反対し、東ローマ帝国皇帝テオドシウス2世を説得して司法権をイリュリクムに取り戻し、ローマ教皇庁の権利を守った。